# 斯蒂芬·利帕德
斯蒂芬·J·利帕德（英語：Stephen J. Lippard，1940年10月12日—），美国生物无机化学家、麻省理工学院阿瑟·阿莫斯·诺伊斯化学教授。1965年获麻省理工学院博士学位。

## 显着的贡献
他的实验室发现并命名了首个金属嵌入剂——铂三联吡啶复合体，它能嵌入到DNA碱基对之中，解开双螺旋。这个发现促成了一系列实验，阐明了铂药物如何结合生物靶标，并显示它们的反肿瘤效力。他还确定了甲烷单加氧酶（MMO）可溶形式的结构，并解释了它的许多作用机制，并合成了一系列同类化合物。

## 荣誉
利帕德是美国国家科学院院士，美国文理科学院院士，并于2004年获得国家科学奖章。在2014年，他获得美国化学会的最高奖,普利斯特里奖。
他曾获得哈弗福德学院，德克萨斯州农工大学，和南卡罗来纳大学的自然科學博士荣誉博士学位。